# Бейер, Франц (генерал)
Франц Бейер (нем. Franz Beyer; 27 мая 1892 — 15 октября 1968) — немецкий военачальник, генерал пехоты вермахта, командующий пехотными дивизиями и армейскими корпусами во время Второй мировой войны. Кавалер Рыцарского креста Железного креста, высшего ордена нацистской Германии. Взят в плен в 1945 году. Освобождён из плена в 1947 году.

## Награды
- Железный крест (1914)
  - 2-го класса (10 октября 1915)
  - 1-го класса (16 июня 1918)
- Нагрудный знак за ранение
  - в чёрном
- Почётный крест ветерана войны (1 ноября 1934)
- Железный крест (1939)
  - 2-го класса (13 сентября 1939)
  - 1-го класса (1 октября 1939)
- Медаль «За зимнюю кампанию на Востоке 1941/42»
- Нагрудный штурмовой пехотный знак
- Рыцарский крест Железного креста (12 сентября 1941)